# نوبو ناكامورا
نوبو ناكامورا (بالكانا:なかむら のぶお) هو ممثل ياباني، ولد في 14 سبتمبر 1908 بأوتارو في اليابان، وتوفي في 5 يوليو 1991.

## أعمال

### أفلام
- (1953) قصة طوكيو

## وصلات خارجية
- نوبو ناكامورا على موقع IMDb (الإنجليزية)
- نوبو ناكامورا على موقع ألو سيني (الفرنسية)
- نوبو ناكامورا على موقع أول موفي (الإنجليزية)
- نوبو ناكامورا على موقع قاعدة بيانات الأفلام السويدية (السويدية)
- نوبو ناكامورا على موقع قاعدة بيانات الفيلم (الإنجليزية)
- نوبو ناكامورا على موقع كينوبويسك (الروسية)